# Biblioteca comunale Giovanni Bovio
La Biblioteca comunale Giovanni Bovio è la biblioteca pubblica della città di Trani. Si trova nell'antico ex monastero, nel palazzo storico adiacente alla Chiesa di San Francesco nel centro cittadino, in piazzetta san Francesco. Dal 2012 è sede capofila del Servizio Bibliotecario Nazionale della Provincia di Barletta-Andria-Trani.

## Storia
Aperta al pubblico il 23 aprile 1870, la Biblioteca comunale di Trani in realtà iniziò a formarsi durante i primi anni del Regno d'Italia, quando fu emanata la legge che stabiliva l'incameramento dei beni ecclesiastici: lo Stato cedette quindi all'amministrazione tranese la biblioteca del Convento dei Domenicani.
Dopo l'inaugurazione ufficiale del 1870, una notevole somma di denaro fu destinata all'acquisto di libri e di materiali indispensabili per il buon funzionamento della biblioteca. Il patrimonio contava poche centinaia di volumi, ma durante l'ultimo trentennio del secolo si arricchì notevolmente non solo grazie agli acquisti resi possibili dal fondo annuo del Comune, ma soprattutto grazie alle donazioni.
La biblioteca aveva come sede provvisoria una sala del Palazzo di Città ed era inizialmente priva di personale dedicato. L'Amministrazione Comunale provvide quindi ad affidarne la direzione al Sig. Macchia e ad attribuire la funzione di bibliotecario all'economo del Comune. La scarsa affluenza del pubblico e lo scoppio della prima guerra mondiale sembravano demoralizzare le Autorità, le quali però, nel 1921, ribadirono la volontà di ottenere una biblioteca che potesse rispondere ai bisogni culturali dei cittadini e decisero di costituire un Comitato che suggerisse le opportune modifiche per una migliore efficienza del servizio. Così, si rinnovarono l'arredamento, l'illuminazione ed anche il patrimonio, per poter colmare le lacune presenti nelle raccolte e per introdurre pubblicazioni recenti. Successivamente, si pensò di realizzare un giornale che descrivesse le grandi correnti del pensiero moderno ed includesse delle piccole recensioni sulle pubblicazioni più interessanti: nel 1923, la Biblioteca comunale di Trani ebbe il suo giornale, "Il bollettino di cultura e bibliografia varia".
Nel 1923, la biblioteca fu trasferita nel Palazzo Vischi e fu dotata di una nuova scaffalatura e di tavoli per la lettura. Nel 1924, la struttura venne intitolata a Giovanni Bovio, filosofo e uomo politico tranese e, grazie alle donazioni D'Agli, Vischi, Giuliani e Scocchera, il patrimonio raggiunse le 14.741 unità. Successivamente, il patrimonio librario venne incrementato, arrivando a 26.000 volumi, grazie ad altre donazioni ed agli acquisti operati prima sotto la direzione di Renato Zanelli e poi sotto quella di Raffaele Sarno.
Nel luglio 1949 venne donata alla biblioteca la raccolta dello storiografo tranese Giovanni Beltrani che fu conservata in un'artistica scaffalatura ottocentesca di stile rinascimentale. La raccolta Beltrani è costituita da oltre 8000 unità, le quali comprendono opere di esclusivo interesse storico locale, una raccolta di giornali politici meridionali del Risorgimento e 191 manoscritti di rilevanza storica per Trani e la Terra di Bari. Successivamente, altre donazioni hanno fatto sì che il patrimonio librario della Biblioteca tranese si arricchisse: quella dell'avvocato Giacinto Francia (di interesse filosofico e sociologico), quella dell'avvocato Giovanni Petrelli (opere di varia cultura), quella del professor Luigi Viesti (opere giuridiche), quella dell'avvocato Emilio Gargano (volumi di interesse giuridico), quella della famiglia Rossi e parte della biblioteca di Raffaele Cotugno, quella dell'avvocato Cataldo Trombetta, quella dell'avvocato Guido Maffuccini e quella dei fratelli Gaetano e Adolfo Quercia.
Nel 1952, Benedetto Ronchi divenne direttore della Biblioteca ed ebbe tale ruolo per oltre 25 anni. In questo periodo, infatti furono apportate numerose modifiche innovative al sistema della Biblioteca tranese: fu redatto il primo regolamento, istituito il servizio di prestito ed avviata la catalogazione dei manoscritti.

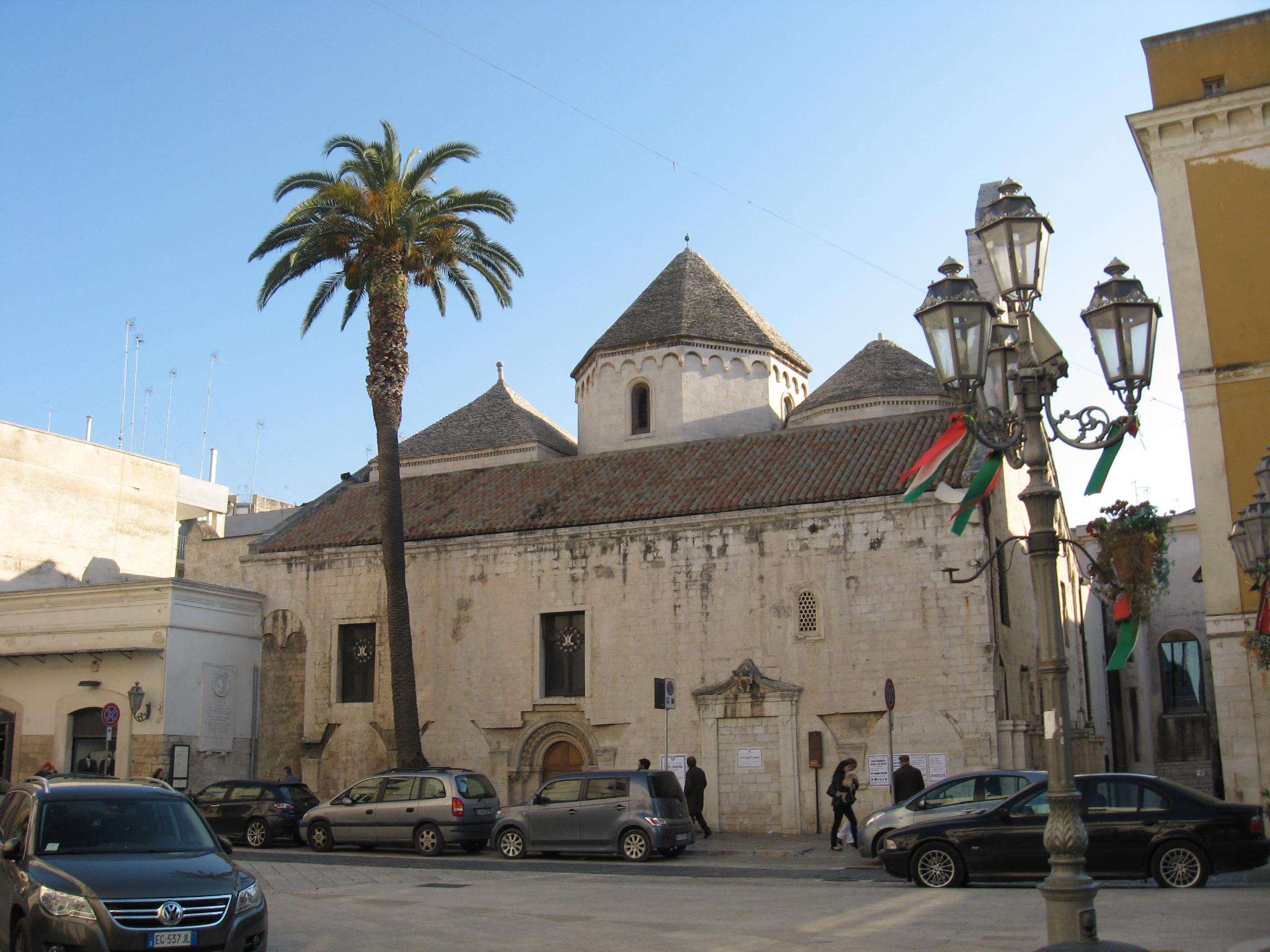
Dal 2003 la sede della Biblioteca è adiacente alla Chiesa di San Francesco e vi si accede dal vicolo a destra

Nel 1978 assunse la direzione il dottore Mario Schiralli, il quale aveva affiancato per 15 anni Benedetto Ronchi.
Nel 1994 la Biblioteca fu trasferita presso i locali in Via De Gasperi e, dopo nove anni, precisamente il 6 dicembre 2003, fu trasferita nell'attuale sede in piazzetta san Francesco, ex convento francescano oggi completamente ristrutturato.
Dal 2012 è sede capofila del Servizio Bibliotecario Nazionale della Provincia di Barletta-Andria-Trani.
La Biblioteca attualmente possiede circa 110.000 volumi di cui 5000 antichi: conserva 2 incunaboli, 209 cinquecentine e 40 edizioni pugliesi del sec. XVII. Rilevante è il fondo manoscritti che consta di 386 unità archivistiche di alto interesse storico e culturale.

## Servizi
La Biblioteca comunale Giovanni Bovio offre diversi servizi, tra cui:
- lettura e consultazione;
- prestito, anche interbibliotecario[1][2];
- reference (consulenza nella fase di ricerca, informazione bibliografica e biblioteconomica per tesi di laurea, assistenza nella ricerca di leggi, concorsi e normative in genere, consulenza ed assistenza nelle sale studio, nella localizzazione di risorse documentarie sui cataloghi, nell'orientamento verso altri servizi bibliotecari e servizi informativi territoriali)[3];
- postazioni computer con accesso a internet[4];
- sportello EuropeDirect BAT
- riproduzione attraverso fotocopiatura e servizio di stampa[5];
- informagiovani (sportello pubblico e gratuito di informazione, consulenza e orientamento per i giovani e i cittadini)[6];
- segreteria studenti remota dell'Università degli Studi di Bari Aldo Moro[7].